# Literatura da América Latina
A literatura da América Latina é toda literatura escrita pela comunidade latino-americana, isto é, pelos falantes nativos de espanhol, português e francês dos países da América, portanto, provenientes do México, América Central e América do Sul. Estas letras fundadas a partir do século XIX têm como instância de distinção o seu passado colonial. De tal maneira, a produção literária colonial é considerada fundadora nas suas relações entre diferentes matrizes culturais (indígena, africana e europeia), no entanto não é considerada no conjunto da literatura da América Latina por não haver na sua estrutura a preocupação com a distinção de identidades produzidas pela emancipação política da América.
Autoras e autores como Gabriela Mistral (1945), Miguel Ángel Astúrias Rosales (1967), Pablo Neruda (1971), Gabriel García Márquez (1982), Octavio Paz (1990) e Mario Vargas Llosa (2010) são os escritores latino-americanos ganhadores do Prêmio Nobel. Apesar da expressão de escritoras e escritores dentro da literatura latino-americana como Lygia Fagundes Telles (primeira escritora brasileira indicada ao Prêmio Nobel de Literatura em 2016) Jorge Amado, Alejo Carpentier, Alfonso Reyes, Jorge Luis Borges, César Vallejo, Jorge Icaza, Isabel Allende, Giannina Braschi, Meneses Monroy, Roberto Bolaño e muitos outros, estes foram os poucos que ganharam a maior premiação internacional para a produção de conhecimento.

## Conceito
A literatura latino-americana é muito semelhante em essência às literaturas ibero-americana  e hispano-americana. No entanto, é muito fácil distinguir uma da outra quando se pensa em uma como um conjunto mais abrangente que as outras. Esta categoria englobante deve-se a pressupostos compartilhados entre as narrativas dos diversos autores entre os séculos XIX e XX (compreende-se a narrativa em sua origem, do latim  gnarus, como uma forma de relato e conhecimento do mundo, não apenas reservada à criação ficcional). As relações entre literatura e cultura são estabelecidas levando em conta o conceito de transculturação: de forma geral, os movimentos de perdas, seleções, redescobrimentos e incorporações nas relações entre as culturas latino-americanas e frente às "culturas externas" (que desde escritores e críticos como José Martí, passando por José Enrique Rodó até Ángel Rama e outros foram entendidas como a matriz europeia e norte-americana), a dialética entre os valores intrínsecos e a energia criadora:
"El vocablo transculturación expresa mejor las diferentes fases proceso transitivo de una cultura a otra, porque éste no consiste solamente en adquirir una cultura, que es lo que en rigor indica la voz anglo-americana aculturación, sino que el proceso implica también necesariamente la pérdida o desarraigo de una cultura precedente, lo que pudiera decirse una parcial desculturación y, además, significa la consiguiente creación de nuevos fenómenos culturales que pudieran denominarse neoculturación" (RAMA apud ORTIZ). 
A transculturação narrativa na América Latina teve como principais critérios ou operações transculturadoras (língua, estruturação literária e cosmovisão) de reestruturação do sistema cultural: a) Língua: As variações linguísticas dos idiomas neolatinos (português, espanhol e francês) por conta das realidades locais frente às matrizes europeias com a criação de um vocabulário próprio (e por vezes regionalista) nos diferentes contextos linguísticos, levando em conta também diferentes obras e tipos de narração (como a narração formal e a "narração popular" baseada na tradição oral). b) Estruturação literária: Como movimento comum às literaturas latino-americanas há a resistência às influências externas (o autor latino-americano como um mediador entre dois mundos desconectados: entre o 'interior-regional' e o 'externo-universal'), desta forma há um impacto modernizador já transculturado. e c) Cosmovisão:  A cosmovisão que engendra as narrativas e os seus significados têm base nas influências europeias, no século XIX os modelos como a arte realista e naturalista de origem burguesa, e no século XX nas vanguardas artísticas, desta forma iniciou-se a tensão "vanguardismo-regionalismo".
A literatura da América Latina se define primeiramente por um processo histórico comum, experiências compartilhadas como a colonização ibérica e francesa da América, a escravidão e o choque cultural produzido pelos contatos entre diferentes matrizes culturais. Desta maneira, formou-se um ‘’pensamento mestiço’’, entre a ocidentalização europeia e as mestiçagens. Como descontinuidade radical e autonomia em relação aos colonizadores, as independências foram importantes para caracterizarem a originalidade das letras latino-americanas.
A representatividade também é aqui considerada a partir da ideia de uma literatura que em relação a outras literaturas ocidentais desenvolveu uma espécie de internacionalismo em suas origens, ao mesmo tempo que passaram a ser representativas da região e do país em que foram produzidas. Podemos citar como exemplos: o Canto General (1950) de Pablo Neruda de maneira bastante resumida é uma história da América em poesia.  Tanto foi um dos maiores expoentes da literatura do Chile quanto representou a região andina.  Outro exemplo interessante que podemos considerar é a obra Gabriela Cravo e Canela (1958) de Jorge Amado que expressa tanto a realidade do Brasil na Primeira República quanto a preocupação com retratar a dominação oligárquica do Nordeste brasileiro nos anos 1920.

## Literatura do século XIX
A literatura da América Latina no século XIX primeiramente está inserida no contexto social e político das independências políticas do continente (principalmente entre as décadas de 1810 e 1820 com exceção de Cuba, país emancipado da colonização espanhola apenas em 1898). As letras latino-americanas trocaram influências com o pensamento político da emancipação, principalmente a relação com as ideias das lideranças dos movimentos independentistas como Simón Bolívar (político e revolucionário sul-americano), a ideia de união continental foi encontrada na Carta da Jamaica,e José de San Martín sobre uma união americana.  Pode-se dizer que a literatura do continente no período de 1790 a 1830 teve como principal preocupação a representação dos ideais revolucionários de liberdade e independência.
Após a conclusão dos processos de emancipação, a formação dos Estados-nação teve um papel privilegiado nas influências sobre a literatura latino-americana, mesmo com as características anteriormente ressaltadas que distinguem a originalidade da produção cultural americana, inclusive o seu caráter internacionalista,[carece de fontes?]  os nacionalismos construídos na América são fundamentais para compreendermos a literatura oitocentista.  Os países latino-americanos no século XIX passaram por diversas guerras civis após as independências formadas na oposição entre grupos políticos (com exceção do Brasil Imperial e do Chile),[carece de fontes?]  fenômenos como o caudilhismo (lideranças militares organizadas principalmente no meio rural contra as autoridades estabelecidas nas repúblicas em formação na América do Sul) e a formação de Estados de formação oligárquico-dependente.  A literatura da América Latina nasceu com uma forte vinculação dos seus escritores com a atividade jornalística, além do legado das independências que proporcionou as suas peculiaridades de "vinculação à vida pública e à ação política" dos escritores latino-americanos.

### Prosa
Como exemplos importantes da literatura do século XIX na América Latina em prosa temos Facundo o Civilización y barbarie en las pampas argentinas, de Domingo Faustino Sarmiento (1811-1888, intelectual e político argentino) publicado em 1845. Esta obra marcou a literatura argentina como uma defesa da centralização política frente às oposições de lideranças militares regionais (os caudilhos),  dentre eles o biografado Facundo Quiroga. A obra de uma forma geral coloca o problema da formação do continente na oposição entre a civilização europeia (representada pela ordem oligárquica) e a barbárie americana (representada pelos caudilhos e o mundo rural do pampa).
Outro exemplo interessante a ser considerado é o de José de Alencar na obra O Guarani  (1857) em que o autor construiu uma narrativa histórica dos contatos entre indígenas e colonizadores europeus a fim de construir a nacionalidade brasileira (o índio Peri desde os contatos com Cecília ou Ceci até a sua conversão, "Peri quer ser cristão!"). Este passado idealizado marcou o romance indigenista e a diferença da literatura brasileira oitocentista em relação às vizinhas hispanoamericanas[carece de fontes?]  e principalmente uma maior influência do romantismo europeu do que estas,[carece de fontes?]  situação que se altera a partir de autores como Machado de Assis (1839-1908, escritor e jornalista brasileiro) que entre romances, crônicas e outras artes da palavra foi crítico das questões sociais importantes de sua época como a escravidão e as questões raciais.[carece de fontes?]  De uma forma geral, as influências das letras latino-americanas do século XIX na prosa têm influências alternadas do romantismo, do realismo e do naturalismo a partir de reelaborações em dinâmicas próprias.
Ainda tratando-se da prosa latino-americana do século XIX, o trabalho de José Martí (1853-1895, intelectual e revolucionário de Cuba, um dos líderes do movimento de independência cubana) tem uma importância tanto para a literatura quanto para o pensamento latino-americano de uma forma geral. Dentre os seus trabalhos mais importantes está Nuestra América (1891), neste trabalho Martí colocou a questão da "união dos povos oprimidos da América" contra os opressores que identificou nos países europeus e nos Estados Unidos, principalmente. Esta discussão é importante  porque desde o período da emancipação (1810-1830) não havia projetos significativos de integração da América, principalmente anti-imperialistas de integração da América Latina.

### Poesia
A poesia oitocentista latino-americana tem como características a mudança de temáticas e conteúdos em seus versos, mas não uma mudança estrutural de forma influenciada pelo romantismo europeu.[carece de fontes?]  Em comparação com os diversos gêneros da prosa, a poesia latino-americana do século XIX de uma forma geral não teve tanta importância  e não se colocou de forma tão prolífica quanto os romances (ou as novelas como se chama na América hispânica), os ensaios e crônicas. Um exemplo importante no cenário da poesia é o de Castro Alves (1847-1871, escritor e político abolicionista brasileiro), autor da fase social ou condoreira do romantismo brasileiro, escreveu obras como Os escravos que representaram a crueldade da instituição da escravidão, assim como esboçou uma ideia de América, o continente em seu conjunto, em alguns de seus versos.
Outro exemplo interessante[carece de fontes?]  é o de Andrés Bello (1781-1865, intelectual e jurista sul-americano) teve a sua obra em uma fase de transição entre o pensamento político integracionista da emancipação e a formação dos Estados-nação (de 1800 a 1810 na Venezuela,  passando pelo seu exílio em Londres de 1810 a 1829, a sua volta à América contratado pelo governo do Chile até a sua morte em 1865). A poesia de Bello primeiramente se relacionou com intelectuais e políticos como Simón Bolívar e Simón Rodriguez, e após a sua ida ao Chile tomou um caráter nacionalista,[carece de fontes?]  a sua poesia tornou-se um elemento importante de criação de um nacionalismo chileno.

## Literatura do século XX
A literatura do século XX na América Latina, diferentemente do século anterior,  foi marcada por várias dinâmicas internas e externas (sociais, políticas, culturais e econômicas) do continente, além de processos e fatos históricos como[carece de fontes?] : a consolidação e o fim do Estado Oligárquico ou da dominação oligárquica na América, as guerras mundiais (Primeira e Segunda Guerra Mundial),[carece de fontes?]  a Guerra Fria,[carece de fontes?]  as ditaduras militares ou Ditaduras de Segurança Nacional (entre as décadas de 1960 e 1990) e as redemocratizações conservadoras (dos anos 1980 até o presente).
A  literatura do século XX na América Latina foi marcada por elaborações a partir das vanguardas europeias, esta transformação ou "modernização" literária tem o nome de modernismo na literatura brasileira[carece de fontes?]  e o seu congênere na literatura hispano-americana chama-se de vanguardismo.[carece de fontes?]  Uma diferença significativa em relação à 'arte de vanguarda' na Europa foi o movimento de liberação da estrutura narrativa em relação a modelos narrativos anteriores, principalmente na poesia que será abordada mais adiante. Os temas tomados por essa literatura foram diversos, transitando entre um internacionalismo[carece de fontes?]  (progressivamente menos reverente, ou um cosmopolitismo)  e um pensamento de resgate e afirmação de identidades latino-americanas.

### Prosa
A prosa latino-americana e caribenha do século XX é bastante extensa e variada de acordo com os contextos políticos e geoculturais do continente,  desde as questões de identidades nacionais postas de forma abrangente e transculturada, passando por questões sociais para além da identidade nacional  como a questão indígena propriamente dita (os romances indigenistas como Huasipungo (1937) de Jorge Icaza),  pela tensão entre o vanguardismo/modernismo  e o regionalismo (percebido em alguns casos como o próprio Gabriela, Cravo e Canela, de Jorge Amado, já citado) e muitas outras temáticas possíveis.  A produção literária de caráter mais cosmopolita teve primeiramente mais influências dos autores europeus em um primeiro momento e foram se diluindo ao longo do século. Principalmente em Franz Kafka foram as inspirações como Jorge Luis Borges que em vários de seus contos (Funes o memorioso, A biblioteca de Babel, A memória de Shakespeare e outros) trouxe afinidades com o 'maneirismo'  ou neo-realismo kafkiano por buscar temas como o infinito, reflexões metafísicas sobre a memória, a linguagem e outras questões. Tanto que Borges fora o primeiro tradutor de A Metamorfose (1915) de Kafka para a língua espanhola.

### Poesia
A poesia da América Latina no século XX passou a ter maior importância do que no século XIX,  passando inclusive a ter uma abrangência maior que a própria prosa devido o seu caráter mais fragmentário e de comunicação mais rápida que os romances, obras de referência e importância inquestionáveis que serviram a muitos propósitos diferentes, inclusive  à produção de identidades nacionais, principalmente. As influências da poesia de vanguarda na América Latina foram diversas, inclusive diferentes da matriz europeia (e europeísta) como a marca de Walt Whitman (1819-1892, poeta estadunidense considerado o criador do verso livre) na poesia de autores como Pablo Neruda (1904-1973, escritor e político chileno).  Também no Brasil há a crítica aos modelos europeus a partir de autores como Manuel Bandeira (1886-1968, poeta e crítico de arte brasileiro) que na Semana de Arte Moderna de 1922 fizeram críticas ferrenhas ao formalismo e à ausência de crítica social da arte anterior (como no poema Os Sapos, do próprio Manuel Bandeira).

### Os livros clássicos do século XX
- 1922 Trilce César Vallejo	(Peru)
- 1922 La amada inmóvil Amado Nervo (Mexico)
- 1922 Paulicéia desvairada Mário de Andrade	(Brazil)
- 1922 Desolación Gabriela Mistral	(Chile)
- 1928 Macunaíma Mário de Andrade (Brazil)
- 1929 Doña Bárbara Rómulo Gallegos	(Venezuela)
- 1929 Los siete locos Roberto Arlt	(Argentina)
- 1931 Altazor Vicente Huidobro	(Chile)
- 1931 Sóngoro Cosongo Nicolás Guillén (Cuba)
- 1939 El pozo Juan Carlos Onetti (Uruguay)
- 1940 La invención de Morel Adolfo Bioy Casares	(Argentina)
- 1944 Ficciones Jorge Luis Borges	(Argentina)
- 1945 A rosa do povo Carlos Drummond de Andrade (Brazil)
- 1946 El señor presidente Miguel Ángel Asturias	(Guatemala)
- 1948 El túnel Ernesto Sabato	(Argentina)
- 1949 Hombres de maíz Miguel Ángel Asturias	(Guatemala)
- 1949 El Aleph Jorge Luis Borges	(Argentina)
- 1949 El reino de este mundo Alejo Carpentier	(Cuba)
- 1950 Canto general Pablo Neruda	(Chile)
- 1950 El laberinto de la soledad Octavio Paz	(Mexico)
- 1950 La vida breve Juan Carlos Onetti	(Uruguay)
- 1953 Los pasos perdidos Alejo Carpentier	(Cuba)
- 1955 Pedro Páramo Juan Rulfo	(Mexico)
- 1956 La hora 0 Ernesto Cardenal	(Nicaragua)
- 1958 Gabriela, cravo e canela Jorge Amado	(Brazil)
- 1958 Los ríos profundos José María Arguedas (Peru)
- 1959 A Morte e a Morte de Quincas Berro d'Água Jorge Amado (Brazil)
- 1960 Hijo de hombre	Augusto Roa Bastos	(Paraguay)
- 1960 La tregua Mario Benedetti (Uruguay)
- 1962 Sobre héroes y tumbas	Ernesto Sabato	(Argentina)
- 1962 El siglo de las luces Alejo Carpentier	(Cuba)
- 1962 La muerte de Artemio Cruz Carlos Fuentes	(Mexico)
- 1963 Rayuela Julio Cortázar	(Argentina)
- 1963 La ciudad y los perros	Mario Vargas Llosa	(Peru)
- 1964 A Paixão segundo G.H. Clarice Lispector (Brazil)
- 1966 Cenizas de Izalco Claribel Alegría (El Salvador)
- 1966 La casa verde Mario Vargas Llosa (Peru)
- 1966 Paradiso José Lezama Lima	(Cuba)
- 1967 Tres tristes tigres Guillermo Cabrera Infante	(Cuba)
- 1967 Cien años de soledad Gabriel García Márquez	(Colombia)
- 1969 El mundo alucinante Reinaldo Arenas	(Cuba)
- 1970 El obsceno pájaro de la noche José Donoso	(Chile)
- 1974 Yo, el supremo Augusto Roa Bastos	(Paraguay)
- 1976 El beso de la mujer araña Manuel Puig	(Argentina)
- 1976 La guaracha del Macho Camacho Luis Rafael Sánchez (Puerto Rico)
- 1978 Maitreya Severo Sarduy	(Cuba)
- 1978 Casa de campo José Donoso	(Chile)
- 1980 Respiración artificial Ricardo Piglia	(Argentina)
- 1981 La guerra del fin del mundo Mario Vargas Llosa	(Peru)
- 1982 La casa de los espíritus Isabel Allende	(Chile)
- 1982 Cola de lagartija 	 Luisa Valenzuela	(Argentina)
- 1985 El amor en los tiempos del cólera Gabriel García Márquez	(Colombia)
- 1988 El imperio de los sueños Giannina Braschi	(Puerto Rico)
- 1988 O Alquimista Paulo Coelho (Brazil)
- 1989 Como agua para chocolate Laura Esquivel	(Mexico)
- 1990 Agosto Rubem Fonseca (Brazil)
- 1992 Antes que anochezca Reinaldo Arenas	(Cuba)
- 1995 Maqroll el gaviero Álvaro Mutis	(Colombia)
- 1998 Yo-Yo Boing! Giannina Braschi	(Puerto Rico)
- 1998 Los detectives salvajes Roberto Bolaño	(Chile)

## Literatura do século XXI
A literatura latino-americana e caribenha do século XXI é extensa e variada. Autores importantes incluem: Mario Vargas Llosa, Isabel Allende, Junot Diaz, Giannina Braschi, Roberto Bolano, Elena Poniatowska, Diamela Eltit, e Ricardo Piglia.

### Livros importantes do século XXI
- 2000 La fiesta del chivo Mario Vargas Llosa	(Peru)
- 2000 Dois irmãos Milton Hatoum (Brazil)
- 2000 Diccionario de la novela de Macedonio Fernández Ricardo Piglia (Argentina)
- 2001 La reina de América Jorge Majfud (Uruguay)
- 2002 Ojos, de otro mirar: poemas Homero Aridjis (Mexico)
- 2002 Poesía	Dulce María Loynaz	(Cuba)
- 2004 2666 Roberto Bolaño	(Chile)
- 2006 Puño y letra, sobre Carlos Prats Diamela Eltit (Chile)
- 2007 The Brief Wondrous Life of Oscar Wao Junot Díaz (Dominican Republic)
- 2011 United States of Banana Giannina Braschi (Puerto Rico)